# Шамбинаго, Сергей Константинович

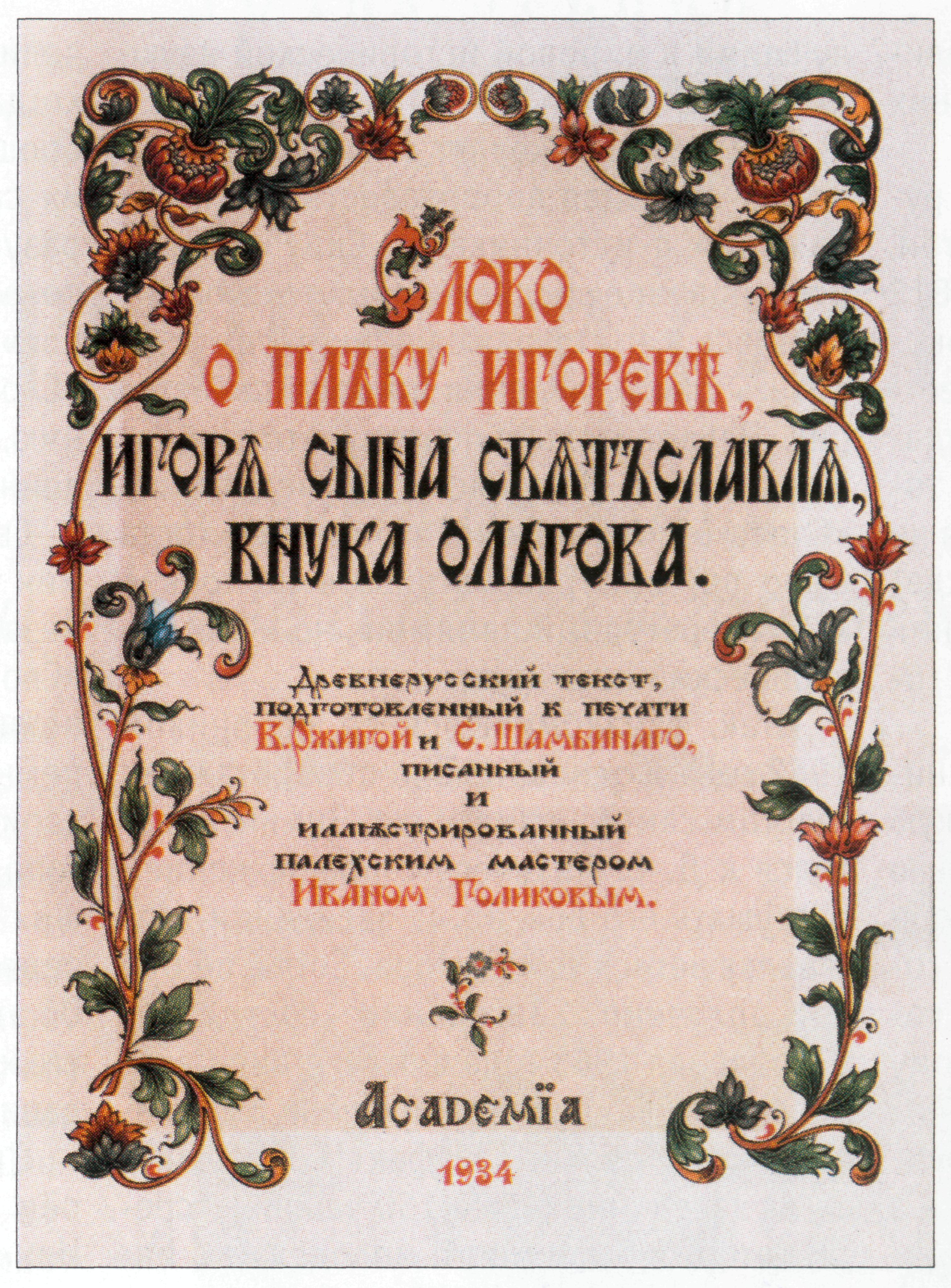
Титульный лист издания Academia (1934) в палехском оформлении

Сергей Константинович Шамбинаго (1871, Москва — 1948, там же) — русский писатель, литературовед, фольклорист, педагог. Доктор филологических наук (1914), с 1914 — профессор Московского университета. Ученик В. Ф. Миллера (1848—1913).
Основные труды в области древнерусской литературы, русского фольклора, истории театра.

## Биография
Родился 6 (18) августа 1871 года в Москве. В 1896 году окончил историко-филологический факультет Московского университета.
В 1914 году защитил докторскую диссертацию на тему: «Песни времени царя Ивана Грозного». С этого же года — профессор Московского университета. Много лет преподавал в различных учебных заведениях: на Высших историко-филологических женских курсах Полторацкой, в Педагогическом институте, в Литературном институте имени Горького. По воспоминаниям студента Литинститута Григория Бакланова:

Старый наш профессор Шамбинаго, в прорезиненном и засаленном по воротнику плаще, читал, бывало, лекцию, поставя суковатую палку между колен, читает, читает, да и спросит, вдруг обведя взглядом аудиторию: «Голубки, а в каком я институте?»— Бакланов Г. Я. «Входите узкими вратами»
Профессор кафедры русского языка и русской литературы историко-филологического факультета (1919—1921). Действительный член НИИ языковедения и истории литературы при факультете общественных наук (1921—1925?).
С. К. Шамбинаго составил сборники текстов «Песни-памфлеты XVI в.» (1913), «Былины старины» (1938), осуществил научную редакцию и комментарий книг «Народные русские легенды» А. Н. Афанасьева (1914), «Древние Российские стихотворения, собранные Киршею Даниловым» (1938), подготовил научные издания «Слова о полку Игореве» (1912, 1913, 1917, 1934; последнее — совместно с В. Ф. Ржигой), составил сводную редакцию «Задонщины» («Сказания о Мамаевом побоище», 1907). Также изучал наследие А. Н. Островского.
Умер 20 ноября 1948 года. Похоронен в Москве на Введенском кладбище.

## Награды
- орден Трудового Красного Знамени (14.06.1945)

## Сочинения
- Старая Москва. — М., 1903;
- Повести о Мамаевом побоище. — СПб.: Типография Академии наук, СПб., [1906]. — VIII, 376, 190 с. — (Сборник Отделения русского языка и словесности Императорской Академии наук; т. LXXXI ; № 7);
- Трилогия романтизма (Н. В. Гоголь). — М., 1911;
- Театр и народные развлечения в Москве в XVIII в. // Москва в её прошлом и настоящем. Т. 7. — М., [1911];
- История русской народной словесности. По запискам слушателей… / С. К. Шамбинаго, прив.-доц. Моск. ун-та. — М.: О-во взаимопомощи студ.-филологов при М. У., 1914. — 208 с.;
- Театр времени Петра II и Анны Иоанновны // История русского театра. Т. 1. — М., 1914;
- Повести о начале Москвы // Труды Отдела древнерусской литературы. Т. 3. — 1936;
- А. Н. Островский. — М.: Журнально-газетное объединение, 1937. — 200 с. — (Жизнь замечательных людей). — 40 000 экз.
- Загадочный «перевод» нач. 30-х XIX в. // Уч. зап. Мос. гор. пед. ин-та им. В. П. Потёмкина. Т. 7. Вып. 1. — 1946.

«Слово о полку Игореве»
- Повести о Мамаевом побоище // СОРЯС. — 1906. — Т. 81, № 7. — С. 88—134;
- «Слово о полку Игореве» / Ред., пер. и объяснения приват-доцента С. К. Шамбинаго. — М.: Универсальная б-ка, 1912 (5 переизд., последнее — 1917);
- «Слово о полку Игореве» // История рус. лит-ры. — М., 1916. — Т. 1. — С. 170—187;
- «Слово о полку Игореве». История и характеристика текста // «Слово». — 1934. — С. 179—198;
- Художественные переложения «Слова» //«Слово». — 1934. — С. 199—228; (совм. с В. Ф. Ржигой) [подгот. текста С., пер., комм.] // Там же. С. 65—74, 77—85, 231—296;
- Слово о полку Игоревѣ, ИгорА сына СвятъславлА, внука Ольгова / Древнерус. текст, подгот. к печати В. Ржигой и С. Шамбинаго, написанный и иллюстрированный палехским мастером Иваном Голиковым. — М.: Academia, 1934 (переизд.: М., 1959);
- Слово о полку Игореве // История рус. лит-ры. — М.; Л., 1941 Т. 1. Литература XI — начала XIII века. С. 394—402; (совм. с В. Ф. Ржигой) [подгот. текста С., пер. и примеч.] // «Слово». — 1961. — С. 9—17, 21—29, 313—335.